# Tantrāloka
Il Tantrāloka ("Luce sui Tantra", devanagari: तंत्रालोक) è un'opera in lingua sanscrita composta nel X-XI secolo e considerata l'opera principale del filosofo Abhinavagupta, il più noto esponente dello Shivaismo kashmiro.
L'opera presenta una sintesi dei Tantra monistici e delle dottrine delle principali scuole dello Shivaismo. Scritto in versi (śloka), il Tantrāloka contiene aspetti sia ritualistici che filosofici per complessivi 37 capitoli. Abhinavagupta scrisse inoltre una versione condensata del Tantrāloka, il Tantrasāra, in prosa.

## Suddivisione

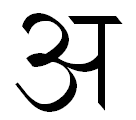
La prima lettera in scrittura devanāgarī della lingua sanscrita, simbolo dell'Assoluto. I fonemi della lingua sanscrita sono considerati il dispiegamento dell'emissione fonematica operata dall'Assoluto per dare luogo alla "parola", in quanto tali essi sono il veicolo sonico della potenza divina. Nel III capitolo Abhinavagupta espone il mezzo divino e si sofferma a lungo sulla descrizione delle potenze dell'Assoluto nella loro forma di fonemi. Nel rito di iniziazione descritto nel capitolo XV, l'intera disposizione dei fonemi è imposta sul corpo dell'allievo.

(Tantrāloka, I.332; in Abhinavagupta 2013)

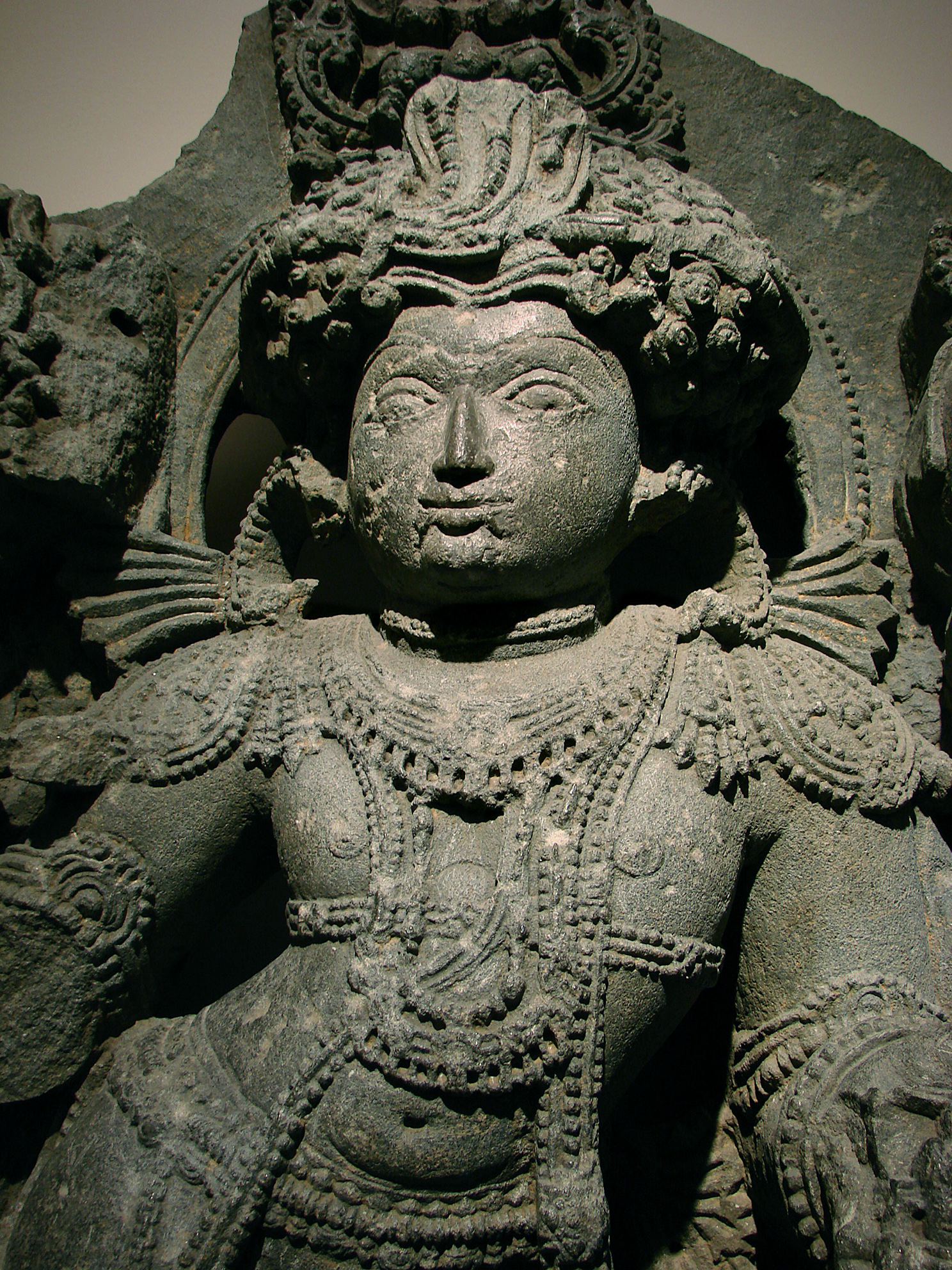
Altorilievo di Bhairava, Karnataka, India, XIII secolo, attualmente presso il Museo Guimet, Parigi. Bhairava (lett.: "Il Tremendo") è ipostasi di Śiva, ma anche uno dei nomi con cui l'Assoluto è indicato in alcuni testi delle tradizioni dello Shivaismo kashmiro. Bhairava è inteso come colui che dissolvendo l'ignoranza spirituale consente lo slancio verso livelli di conoscenza superiori.

Nel primo capitolo così il filosofo suddivide il contenuto dell'opera:
1....Le varie forme di conoscenza

Il capitolo funge da introduzione e riguarda sostanzialmente la conoscenza e la liberazione. La conoscenza di cui qui si parla è la conoscenza spirituale, della Realtà Suprema.
Più che un'opera di filosofia, il Tantrāloka è un "manuale di mistica": l'esposizione dei contenuti filosofici e teologici è finalizzata alla pratica, alla descrizione cioè dei riti e dei corrispondenti apparati rituali, il cui scopo ultimo è, come in quasi tutte le tradizioni hindu, la liberazione dalla trasmigrazione. Secondo Abhinavagupta e i suoi predecessori, la Realtà Suprema, l'Assoluto (anuttara), è Coscienza Assoluta (saṃvittattva), ente supremo e indifferenziato, Śiva. Non appena questa Coscienza si predispone a emanare un universo, Essa si presenta come unità di due princìpi, Coscienza e Energia, Śiva e Śakti. Ogni parte dell'universo, fisica o mentale, è espressione particolare di questo Assoluto.
Il contenuto dell'opera è suddiviso in 36 capitoli (āhnika, lett.: "giornate") più uno, numero corrispondente a quello dei princìpi (o categorie, tattva) che il filosofo, rifacendosi ale tradizioni tantriche che lo hanno preceduto, enumera quali princìpi fondamentali dell'emanazione cosmica dell'Assoluto, la trentasettesima categoria.
2....La compenetrazione senza mezzi di realizzazione

Nei capitoli dal secondo al quarto sono descritte le quattro tipologie di mezzi che conducono alla liberazione (mokṣa, o anche mukti): il "mezzo senza mezzi" (anupayā); il "mezzo divino" (śāmabhavopāya); il "mezzo potenziato" (śāktopāya); il "mezzo individuale" (āṇavopāya).
Il cosiddetto "mezzo senza mezzi" è introdotto da Abhinavagupta per indicare quella forma di realizzazione invero priva di qualsivoglia pratica, situata nel dominio della trascendenza, dove conoscenza, mezzo di conoscenza e oggetto della conoscenza si fondono senza distinzione, per effetto di una congiunzione naturale con l'Assoluto.
3....Il mezzo supremo (o «divino»)

Il mezzo divino si pone al di là delle rappresentazioni soggettive, nel dominio dell'unità, là dove la percezione della realtà non è mediata né dalla parola né dal pensiero.
4....Il mezzo «potenziato»

Il mezzo potenziato, ponendosi nel dominio della differenziazione percepita però ancora come unità nella differenza, si basa sul pensiero quale espressione e mezzo della conoscenza. Il termine, "potenziato", deriva da śakti, traducibile con "potenza", "energia", "facoltà", e fa riferimento a Śakti, l'energia divina, spesso personificata come Dea in molte tradizioni.
5....Il mezzo «particoliforme»

Il mezzo individuale comprende tutte quelle forme di pratiche esteriori, quali i riti, i mantra, lo yoga fisico (esercizio di posture e respirazione), eccetera, che quindi operano nel dominio della realtà differenziata e si servono di una percezione analitica.
6....Il mezzo del tempo

Viene qui spiegata la natura del tempo e il suo dispiegarsi sia a livello del microcosmo umano, sia a livello del macrocosmo universale.
7....Il sorger delle ruote

Le ruote (cakra) sono disposizioni geometriche circolari, e qui si fa riferimento alle ruote dei mantra e delle vidyā (mantra presieduti da divinità femminili). In quanto tali, i cakra sono una forma del divino. Il termine trova uso in differenti contesti, quali ad esempio i cakra come elementi del corpo yogico; oppure il cakra come "circolo di culto tantrico", l'insieme cioè dei membri locali di una specifica tradizione. Così Abhinavagupta spiega il termine:
(Abhinavagupta, Tantrāloka, XXIX.106-107ab; citato in Lilian Silburn, La kuṇḍalinī o l'energia del profondo, traduzione di Francesco Sferra, Adelphi, 1997, pp. 249-250)
8....Il cammino dello spazio

Si illustra lo spazio in relazione ai suoi contenuti, anche qui da due punti di vista, del microcosmo e del macrocosmo.
9....Il cammino dei princìpi

Il tema è lo svolgersi dell'emanazione cosmica nei suoi 36 princìpi costitutivi, e quindi del legame causa-effetto che li lega.
(Tantrāloka, IX.4b-6; in Abhinavagupta 2013)
10...La divisione dei princìpi

Vengono ulteriormente discussi i princìpi, raggruppandoli in base a varie caratteristiche. Gli argomenti fondamentali sono: la realtà; gli stati della coscienza; i soggetti conoscenti, cioè i differenti livelli in cui l'individuo può situarsi quando è soggetto di conoscenza.
11...Il cammino delle forze, etc.

Le forze (kalā) e il processo di differenziazione dei fonemi: questi i principali argomenti.
(Tantrāloka, XI.3; in Abhinavagupta 2013)
12...La messa in opera del cammino

Qui Abhinavagupta torna sul lato pratico della dottrina presentata: il cammino cosmico va imposto nel corpo del praticante, che lo visualizzerà identificandosi così con l'universo, con la sua emanazione, con Śiva. Il capitolo funge da introduzione: i riti verranno descritti più oltre.
13...Le cadute di potenza e le oscurazioni

Dopo aver dimostrato la superiorità della sua dottrina su quella del Sāṃkhya, il filosofo parla qui della concessione della grazia (śaktipāta, lett.: "discesa di Śakti") e dell'oscuramento, due delle cinque operazioni fondamentali di Śiva, essendo le prime tre quelle di natura cosmica: emissione, mantenimento, riassorbimento.

14...L'esordio dell'iniziazione

Si continua a parlare dell'oscuramento e degli effetti sul praticante. Il capitolo funge da introduzione ai seguenti dal XV al XXVIII, in cui Abhinavagupta descrive e discute i vari riti di iniziazione secondo le tradizioni del Trika. L'argomento sarà ripreso nel capitolo XXIX, questa volta secondo le tradizioni del Kula.
15...L'iniziazione attinente ai «regolari»

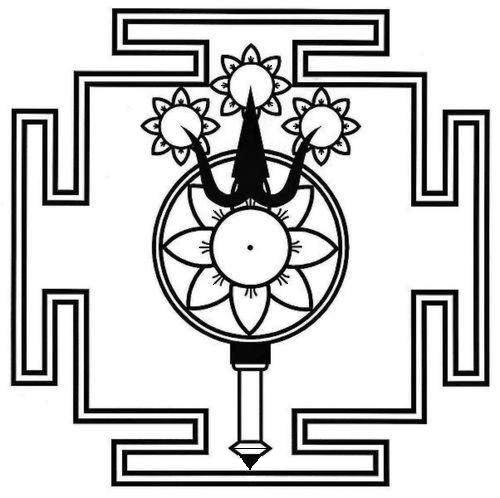
Una riproduzione schematica del triśūlābjmaṇḍala, il maṇḍala del tridente e dei loti, adoperato in uno dei culti visionari della scuola del Trika e descritto nel capitolo XVI. Le tre dee del Trika sono immaginate sui rebbi del tridente, che quindi l'adepto visualizza nel proprio corpo ripercorrendo tutti e 36 i princìpi costitutivi della manifestazione cosmica, dalla terra a Śadaśiva, steso immobile sotto i rebbi in corrispondenza della sommità del suo capo, e oltre, fino alle tre dee supreme, Parāparā, Parā, Aparā.

Il capitolo descrive nei particolari esecutivi l'insieme dei riti che consentono l'iniziazione dei discepoli ordinari (samaya dīkṣā), dall'esame delle loro attitudini, alla scelta del luogo dei riti, all'adorazione degli elementi necessari, alla purificazione, alla proiezione (nyāsa) dei mantra, alla proiezione di cammini, eccetera.
Così l'autore classifica gli adepti:
(Tantrāloka, XV.23-26; in Abhinavagupta 2013)
La "semenza" è la capacità di osservare regole fisiche e spirituali: non tutti la possiedono, dunque differenziata deve essere la cerimonia di iniziazione.
16...L'iniziazione attinente ai «figli spirituali»

Similmente al precedente, qui si descrivono però i riti che riguardano l'iniziazione dei "figli spirituali" (putraka): la meditazione sul maṇḍala del tridente e dei fiori della tradizione del Trika; la classificazione degli animali da sacrificare; la proiezione dei cammini; la proiezione dei mantra; eccetera.
17...Le varie cerimonie concernenti i medesimi

Questo capitolo prosegue il precedente, gli argomenti principali sono: la preparazione dei cordoncini; la purificazione dei princìpi; la combustione dei legami; eccetera.
18...L'iniziazione ristretta

È una cerimonia di iniziazione abbreviata. Abhinavagupta la riporta da due tantra, il Dikṣottara Tantra e il Kiraṇa Tantra.
19...L'iniziazione dell'uscita immediata (dal corpo)

Riguarda un rito particolare, quello che si esegue in favore di persone morenti.
20...L'iniziazione dell'alleggerimento

Il capitolo, molto breve, concerne l'esame dei maestri qualificati e l'iniziazione detta "dell'alleggerimento", per gli individui "offuscati".
21...L'iniziazione di assenti

Gli assenti sono individui non presenti, inclusi i morti: si tratta di un'iniziazione postuma, certo non rivolta a chiunque, ma soltanto a chi aveva già intrapreso un percorso spirituale.
22...L'astrazione dei segni

Qui Abhinavagupta parla dell'iniziazione dei discepoli che sono stati seguaci di dottrine considerate inferiori, quali quelle delle scuole buddhiste o vishnuite.
23...La consacrazione

La consacrazione è l'iniziazione di un nuovo maestro (ācāryakaraṇam): il capitolo descrive le analisi e i riti del caso.
24...L'ultimo sacramento

L'ultimo sacramento è il rito in favore di chi ha mostrato negligenza nel percorso.
25...Il rituale delle offerte post mortem

Le offerte post-mortem sono quelle rivolte agli antenati.
26...Le discipline post-iniziatiche

Così l'orientalista Raniero Gnoli riassume le varie tipologie di iniziazione:
(Raniero Gnoli, in Abhinavagupta 2013, cap. XXVI, n. 1)
27...L'adorazione del liṅga

Il liṅga è inteso come forma esteriore di Śiva: la procedura rituale prevede l'evocazione del divino, la Sua installazione, effettuazione e permanenza nel liṅga.
28...I vari giorni d'adempimento, il rito dei sacri cordoni e le cerimonie occasionali

L'autore elenca ventitré "occasioni" nelle quali effettuare i riti cosiddetti speciali. Fra questi: l'ottenimento della conoscenza; una visita al maestro; una riunione coi partecipanti alla medesima linea spirituale; una particolare visione in sogno; l'incontro con una yogini; eccetera. Il capitolo prosegue con la descrizione dei cordoncini sacri e delle cerimonie relative. Un altro argomento trattato è il destino post-mortem.

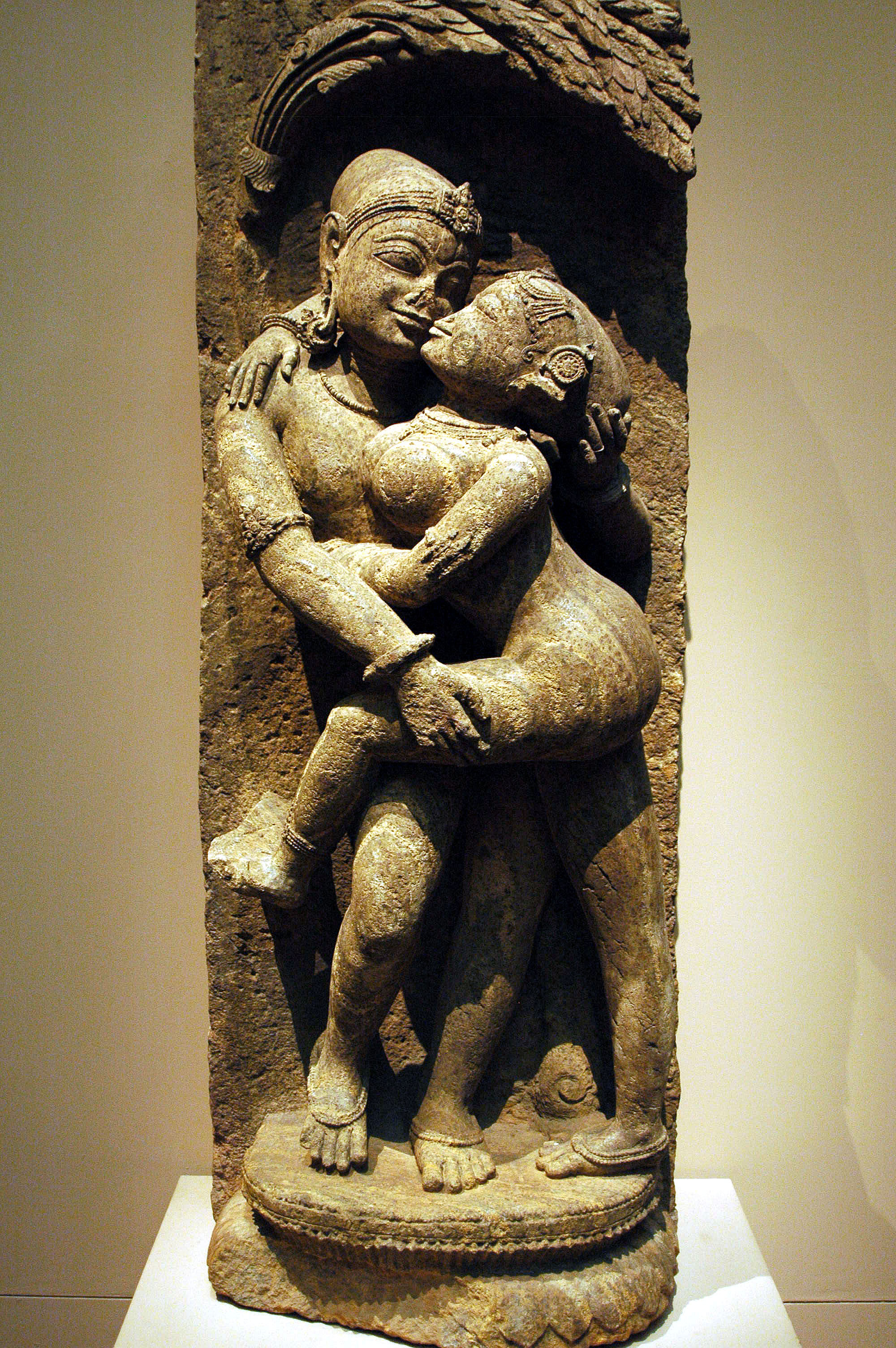
Altorilievo che raffigura una coppia mentre copula (maithuna, "accoppiamento sessuale"), Orissa, India, attualmente presso il "Metropolitan Museum of Art" di New York. Il rituale che prevede il maithuna è descritto nel capitolo XXIX.

29...Il rituale segreto

Vengono ripresentati in questo capitolo gli stessi riti precedentemente descritti, questa volta secondo la tradizione del Kula. Alcuni di questi riti fanno uso di pratiche e sostanze considerate proibite nell'ambiente brahmanico: è questo il motivo per cui Abhinavagupta etichetta il rituale come "segreto". Uno di questi riti, il dautavidhiḥ, prevede il maithuna, cioè l'unione sessuale, interpretata come unione con la potenza divina, la śakti, con cui, secondo queste tradizioni, la donna si identifica.
30...I vari mantra

Si parla della natura e della potenza dei mantra.
31...Il maṇḍala

Viene qui descritto nei particolari realizzativi il mandala dei tridenti e dei fiori secondo differenti testi.
32...Le mudrā

L'argomento sono la natura e l'uso delle mudrā.
33...Il raduno

Si prosegue con l'argomento delle ruote: il raduno è l'insieme delle dee-potenze che presiediono una ruota.
34...La penetrazione della natura propria

Il capitolo, che consta di soli quattro versi, esplicita che il percorso di chi ha intrapreso il mezzo individuale deve proseguire in quello del mezzo potenziato, e quest'ultimo in quello del mezzo divino.
35...L'incontro delle scritture

È una breve riflessione sulle varie tradizioni dell'epoca: Abhinavagupta esalta quelle del Trika e del Kula.
36...La trasmissione delle scritture

Si elencano i maestri della tradizione shivaita in relazione ai testi.
37...L'esposizione di come la scrittura da eleggere (sia quella scivaita)

L'autore prosegue con l'argomento dei due precedenti capitoli concludendo come questa sia l'opera da adottare come definitiva, essendo essa l'essenza della scuola del Trika, a sua volta essenza delle tradizioni del Kula, espressioni queste delle correnti moniste shivaite, che, a differenza della altre scuole, si elevano al di sopra del piano della differenziazione operata da Māyā.
Chiude l'opera una appassionata serie di stanze in lode della valle del Kashmir, terra nella quale egli è nato, terra colma di ricchezze e di bellezze, dal «vino dove risiedono le divinità delle ruote» alle «donne lucenti come la luna», dal «suolo cosparso a ogni passo di fiori dello zafferano» al «fiume Vitastā che umilia il fiume degli dèi, il Gange». Ma, Abhinavagupta sembra voler avvertire:
(Tantrāloka, XXXVII.40; in Abhinavagupta 2013)

## L'opera
Nella stesura del Tantrāloka Abhinavagupta si rifà a numerosi testi, per lo più tantra appartenenti a diverse tradizioni sia śaiva che śaktā, con il chiaro intento di presentare una visione sintetica e coerente di tutto questo insieme. Abhinavagupta stesso era stato iniziato presso differenti tradizioni e, come egli stesso afferma nel testo, aveva anche frequentato scuole vishnuite e buddiste.
Numerosissime le citazioni nel testo, e fra le opere più richiamate troviamo il Mālinīvijaya Tantra, il Dīksottara Tantra, il Devyāyāmala Tantra, il Siddhāyogīsvarī Tantra, il Triśirobhairava Tantra, il Ratnamālā Tantra, il Kāmikāgama, lo Svacchanda Tantra, il Tantrasadbhāva, il Pārameśvara, il Niḥśvāsa, eccetera. Tranne alcune eccezioni, tutti questi testi sono per lo più trattati centrati sugli aspetti ritualistici e disciplinari, e sulle tecniche yoga: la parte teorica è in genere soltanto introduttiva. Come denominatore comune teorico che leghi in un'esposizione organica gli argomenti di questi testi, Abhinavagupta si rifà al filosofo Utpaladeva e alla scuola della Pratyabhijñā, essendo stato allievo di Lakṣmaṇagupta e costui di Utpaladeva.
Il Tantrāloka, col commento (viveka) di Jayaratha (XIII sec.), è stato stampato dalla «Kashmir Series of Texts and Studies» in più edizioni, dal 1918 al 1938, per complessivi dodici volumi, ed è questa l'edizione di riferimento della traduzione dell'orientalista italiano Raniero Gnoli, la cui prima edizione risale al 1972 per i tipi della Unione Tipografico Editrice Torinese. L'ultima edizione è del 1980, tuttora l'unica traduzione integrale al mondo. Nel 2013 la De Agostini ne presenta una versione elettronica.